# Tifón Nina
El tifón Nina, conocido en Filipinas como el tifón Bebeng, fue el cuarto ciclón tropical más mortífero de la historia. Aproximadamente 229,000 personas murieron después de que la represa Banqiao colapsara (en Zhumadian, provincia de Henan, China)  y devastara lo que encontró río abajo. El colapso de la presa debido a las fuertes inundaciones, también causó el colapso de una serie de presas más pequeñas, que se sumaron a los daños producidos por el tifón.

## Historia meteorológica

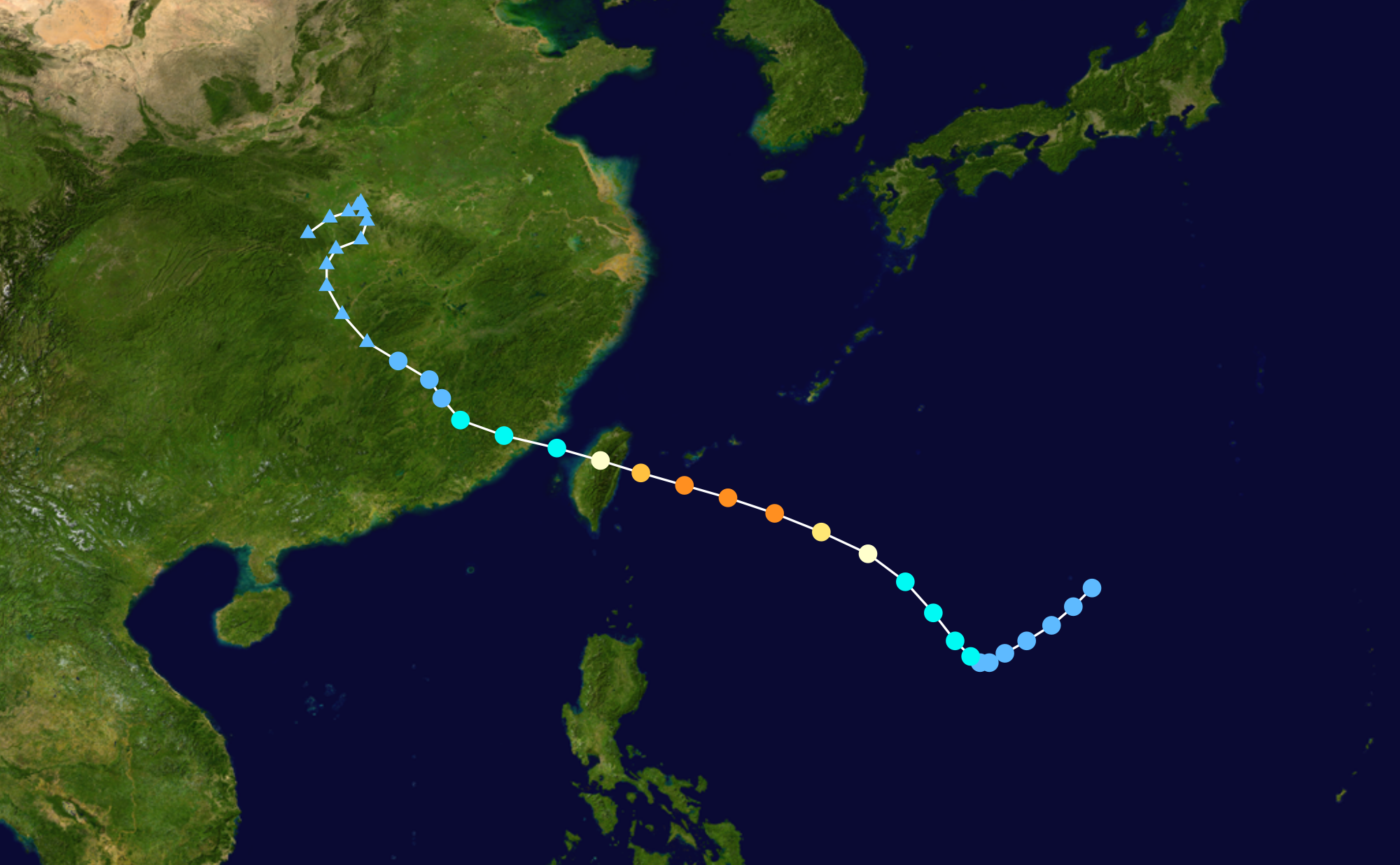
Mapa que traza la trayectoria y la intensidad de la tormenta, de acuerdo con la escala de Saffir-Simpson.

Una vaguada bien definida que se extendía hacia el sureste hacia el Mar de Filipinas generó una perturbación el 29 de julio de 1975. Después del estado inicial como una perturbación, la depresión tropical 04W se movió hacia el suroeste durante 36 horas a medida que la estructura del sistema comenzó a organizarse. El 31 de julio, la depresión se ralentizó y comenzó a intensificarse rápidamente a una tormenta tropical y se llamó "Nina", luego comenzó a girar hacia el noroeste. Una cresta subtropical impidió que Nina girara más al norte y comenzó a seguir al oeste-noroeste justo antes de alcanzar la intensidad de tifón.
Nina experimentó un desarrollo explosivo en las últimas horas del 1 de agosto. Aeronaves de reconocimiento informaron una caída de presión de 65 hPa el mismo día, así como el 2 de agosto, con velocidades de viento que aumentaron de 65 nudos (120 km / h) a 130 kt (150 mph, 240 km / h) durante ese período y alcanzó su intensidad máxima de 135 kn (155 mph, 250 km / h) más tarde ese día. El tifón comenzó a debilitarse a medida que se acercaba a Taiwán, tocando tierra cerca de la ciudad costera de Hualien como una tormenta de categoría 3 con vientos de 100 kn (115 mph).
La tormenta comenzó a debilitarse a medida que atravesaba la cordillera central de la isla, evitando las zonas más pobladas de la pared del ojo. Ingresó en el estrecho de Formosa como un tifón débil y la tormenta llegó a la costa cerca de Jìnjiāng Shì, provincia de Fujian, China. Después de moverse hacia el noroeste y cruzar Jiangxi, giró hacia el norte la noche del 5 de agosto cerca de Changde, Hunan. Un día después, la tormenta se movió sobre Xinyang, Henán, y luego fue bloqueada por un frente frío cerca de Zhumadian, Henán por tres días. El sistema de tormentas estacionarias trajo fuertes lluvias, causando el infame colapso de la represa Banqiao. La tormenta se movió hacia el sudoeste el 8 de agosto, y se disipó poco después.

## Impacto

### Taiwán
Al tocar tierra en Taiwán, la tormenta trajo vientos de 185 km / h (115 mph) a lugares cercanos al ojo de la tormenta. Las ráfagas de viento también se midieron hasta 222 km / h (138 mph). Las fuertes lluvias generalizadas, que alcanzaron un máximo de 700 mm (28 in) de la tormenta, provocaron inundaciones mortales y deslizamientos de tierra que mataron a 29 personas e hirieron a otras 168. Los informes de la isla indican que 3.000 viviendas fueron dañadas o destruidas por el tifón. Solo en la ciudad de Hualien, cuatro personas murieron, 561 casas fueron destruidas y 1.831 más sufrieron daños. En toda la isla, los vuelos nacionales, los trenes y los servicios de autobús fueron suspendidos debido a la tormenta; sin embargo, el aeropuerto de Taipéi Songshan permaneció abierto para vuelos internacionales.

### China continental
Debido a la interacción con las montañas de Taiwán, Nina se debilitó a tormenta tropical antes de tocar tierra en China continental. La tormenta cruzó la costa con vientos de 110 km / h (70 mph); sin embargo, poco daño se produjo cerca de donde el sistema golpeó tierra. En el interior, los remanentes de la tormenta produjeron lluvias torrenciales generalizadas, con más de 400 mm (16 pulgadas) cayendo en un área de 19.410 km². La lluvia más intensa se registró a lo largo de la represa Banqiao, donde cayeron 1.631 mm (64,2 in) de lluvia, 830 mm (33 in) de los cuales cayeron en un lapso de seis horas. Estas lluvias provocaron el colapso de la represa Banqiao, que sufrió condiciones de inundación de 1 en 2000 años. En total, 62 represas fallaron durante el desastre, causando grandes lagos temporales y $ 1,2 mil millones (1975 USD) en daños.